# Caltrain

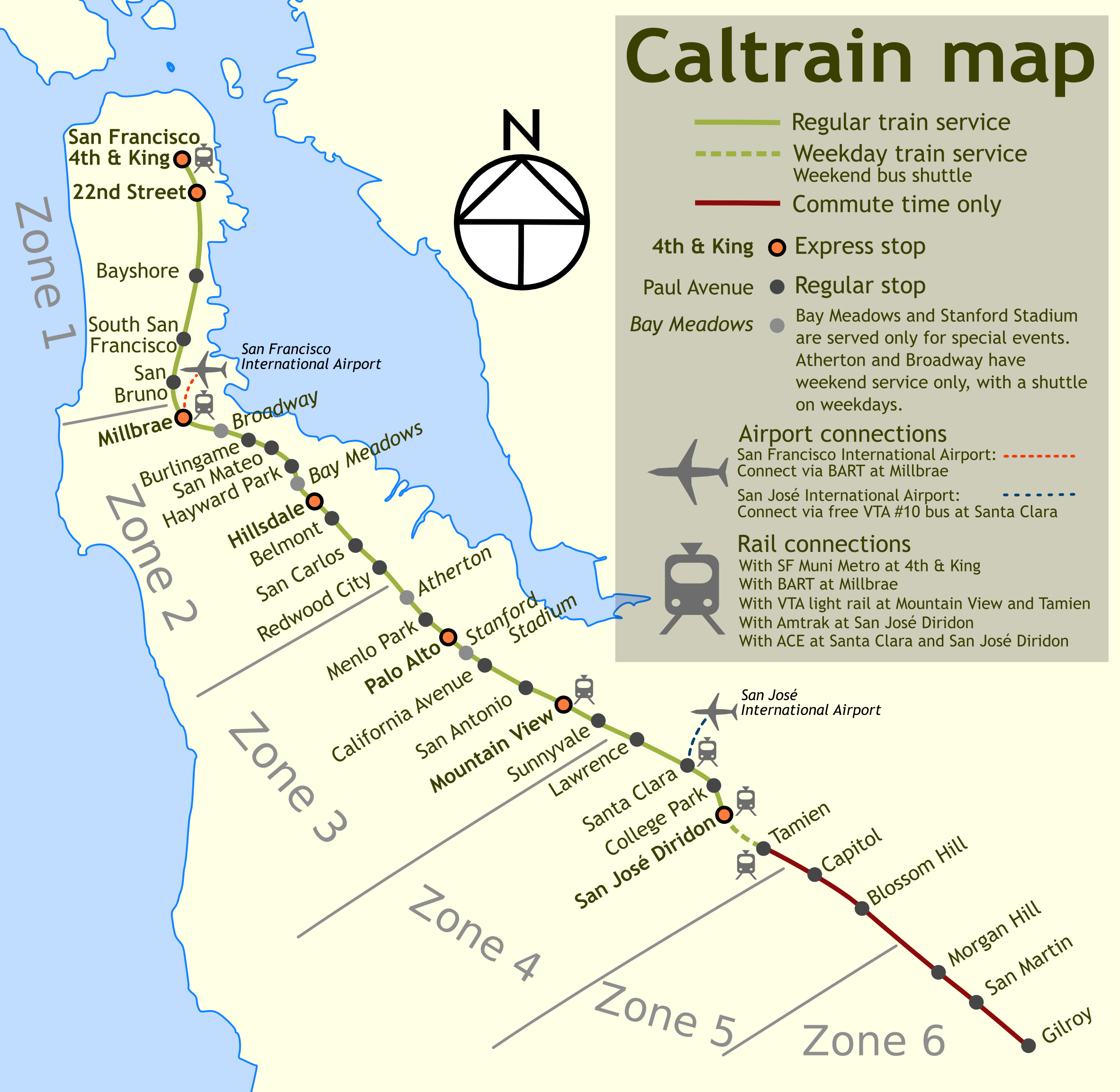
Le réseau Caltrain.

Caltrain est une ligne ferroviaire de transport en commun desservant la péninsule de San Francisco et la vallée de Santa Clara en Californie. Elle est exploitée sous contrat par Amtrak et cofinancée par la ville et comté de San Francisco, le district de transit du comté de San Mateo et la Santa Clara Valley Transportation Authority à travers la Peninsula Corridor Joint Powers Board. Le terminus nord de Caltrain est dans l'est de San Francisco, près du carrefour de la 4e et de King Street, et son terminus sud est à Gilroy, dans le comté de Santa Clara. Des trains relient San Francisco à San José environ toutes les demi-heures les jours de semaine, auxquels s'ajoutent des trains express aux arrêts moins fréquents aux heures de pointe.
Caltrain compte 29 arrêts réguliers, un arrêt spécial pour les jours de matches de football près du stade de Stanford, et deux arrêts effectués uniquement en fin de semaine, à Broadway et Atherton. En février 2007, Caltrain exploitait un éventail de 96 trains les jours de semaine, 32 le samedi et 28 le dimanche.

## Histoire

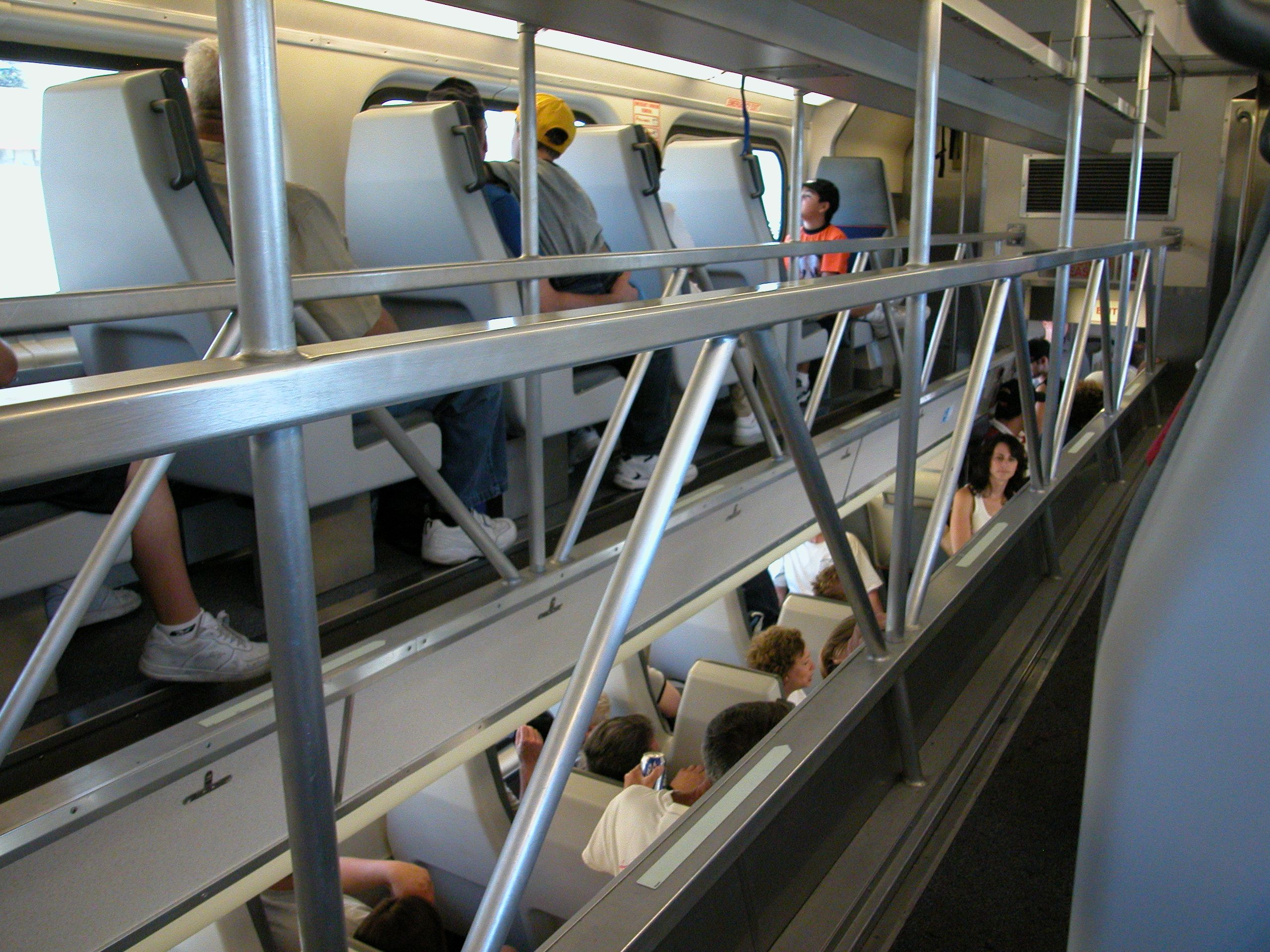
À l'intérieur du Caltrain

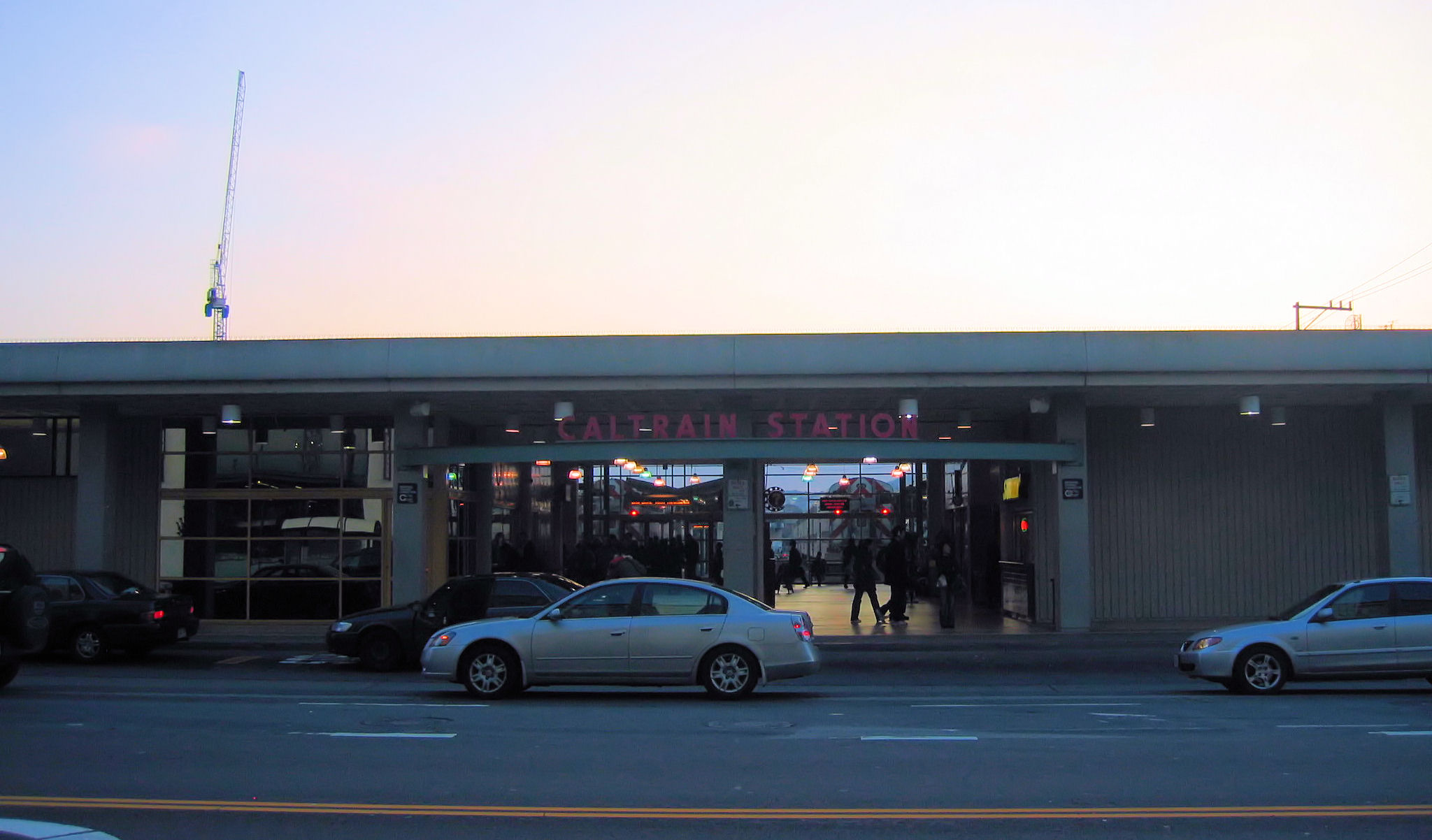
La gare Caltrain de San Francisco

### Train Baby Bullet
En juin 2004, Caltrain termine son projet de Caltrain Express, baptisé Baby Bullet. Le projet a amené la construction d'une double voie à Brisbane et Sunnyvale. Ce Baby Bullet permet de réduire le temps du voyage, avec seulement 4 ou 5 stations entre San Jose et San Francisco. Les doubles voies permettent de dépasser les trains locaux, qui sont beaucoup plus lents. Auparavant, il fallait 90 minutes pour rejoindre les deux villes, à présent il ne faut que 57 à 59 minutes, à une vitesse de 127 km/h. Les voitures sont des Bombardiers à double étage, tractées par des  MPI MP36PH-3C. On compte un trafic journalier de 27 000 à 34 000 usagers. 

## Exploitation et fréquentation

### Tarification
Le tarif de l'aller simple varie de 3,75 $ (zone 1) à 15 $ (zone 6). Le tarif de l'aller-retour ou passe journée est exactement le double de l'aller simple.

#### Accidentologie
On compte en moyenne 9 suicides par an sur les voies du Caltrain. Entre 2003 et 2007 la ligne déplore la mort de 54 personnes (soit 11 par an en moyenne). En 2008, Caltrain dénombra  16 morts (dont 13 suicides), en 2009, 19 morts (dont 5 suicides). 

## Projets de développement

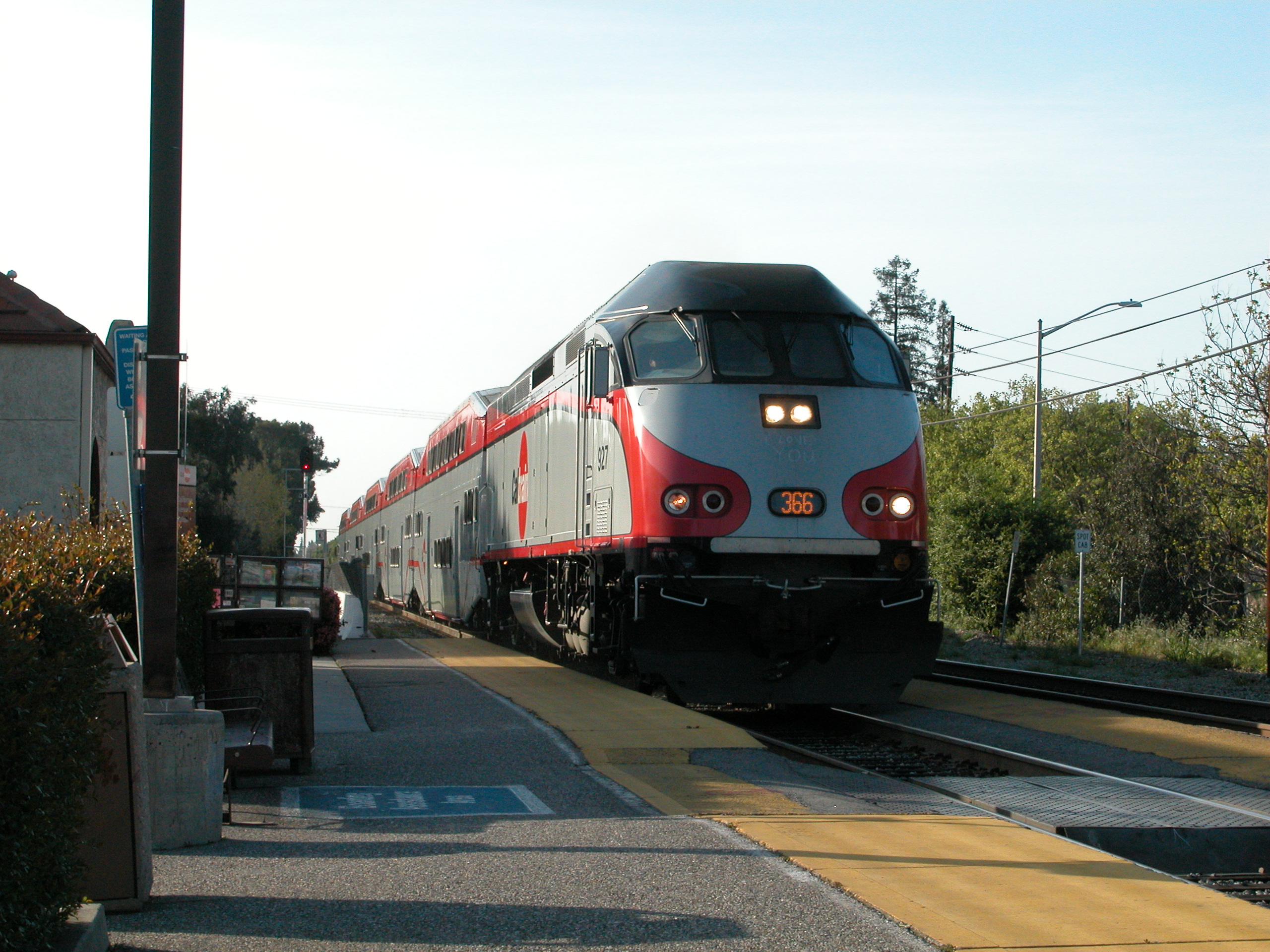
Train Caltrain.

### Modernisation et électrification de la ligne
Caltrain a décidé de moderniser la ligne de San Francisco à San José. Cette modernisation comporte le remplacement de passages à niveau par des ponts-routes ou des ponts-rails et l'électrification par caténaire, initialement prévue pour 2015. Ces aménagements sont compatibles avec le projet California High-Speed Rail. Cette modernisation améliorera les temps de parcours, permettra d'augmenter la fréquence des trains (jusqu'à 6 trains par heure et sens en heure de pointe à partir de 2022 avec des trains de sept, puis huit véhicules).  
Certains passages à niveau sont remplacés par des ponts, d'autres sont modernisés. 
L'électrification devrait réduire considérablement les nuisances sonores et la pollution ainsi que les coûts de fonctionnement. Les travaux d'électrification en 25 kV 60 Hz ont débuté en 2017. Le projet est réalisé par Balfour Beatty dans le cadre d'un contrat de 697 millions de dollars. Le service passager avec les trains électriques devrait débuter en 2022.  
En aout 2016, Caltrain a commandé 16 rames automotrices électriques de 6 voitures à deux niveaux à la firme suisse Stadler. Le matériel sera construit aux États-Unis à hauteur de 60% comme l'exige le Buy America Act. La commande ferme est assortie d'une option de 16 autres rames. Les premières rames entrent en test d'exploitation en 2020.
En 2006, Caltrain annonça que le Wi-Fi serait accessible à bord des trains, en WIMAX, en 2007. Le projet ne fut pas réalisé. Le Wi-Fi sur la ligne Caltrain est annoncé pour 2022.

### Projet d'extension au nord
Prolonger la ligne de 2,1 km au nord du terminus actuel de San Francisco, situé au croisement de la 4e et de King, jusqu'au centre intermodal Transbay Transit Center, nouveau terminus des réseaux d'autobus urbains (AC Transit, Muni) et d'autocars longue distance (Greyhound Lines) ouvert en juillet 2019. Cette gare est également proche du quartier des affaires et permet de se connecter aux réseaux ferrés BART et MUNI (correspondance par cheminement piéton avec la station Embarcadero). Cette extension permettra également l'accès au futur TGV californien. Ce projet d'extension vers San Francisco Downtown, qui nécessite une électrification préalable de la ligne Caltrain, figure dans les projets pour une mise en service en 2029.